# H7 (monogramme)

Le monogramme H7.

H7 était le monogramme du chef de l'État norvégien, le roi Haakon VII, qui régna de 1905 à 1957. Lorsque l'Allemagne envahit la Norvège en 1940 durant la Seconde Guerre mondiale, la famille royale a fui le pays et Haakon VII devint plus tard le fer de lance de la résistance norvégienne en exil au Royaume-Uni. H7 est devenu l'un des symboles utilisés par la population norvégienne pour marquer la solidarité avec et la loyauté envers le roi, et le respect du mouvement de résistance norvégienne.

## Seconde Guerre mondiale
Selon le ministre des Affaires étrangères Bjørn Tore Godal, lors du 50e anniversaire de l'armistice, la Norvège est le seul pays où les initiales du chef de l'État sont devenues un symbole de résistance. Le monogramme, un H superposant le chiffre 7, a été dessiné sur les clôtures, les murs, les maisons, les routes, dans la neige et plusieurs autres endroits de la sphère publique ainsi que dans l'art illégal,. Des pièces et des vêtements ont également été associés au monogramme H7, mais les pièces ont été confisquées par les autorités nazies. Il a également été utilisé dans la sphère privée, entre autres à l'intérieur de magasins.
Un symbole utilisé d'une manière similaire était le signe V (V pour la victoire), popularisé par Winston Churchill. Cependant, l'Axe a tenté d'usurper ce signe, soi-disant avec le nouveau sens de « V pour Viktoria ». Bien que cette campagne a été un succès dans la plupart de l'Europe sous domination nazie, il a échoué en Norvège. Malgré l'utilisation officielle, l'opposition a également adopté le signe V comme une abréviation de verlieren (allemand pour « perdre »), et rempli avec le signe nazi V dans le monogramme H7. Ce fait a popularisé l'utilisation de H7 sans le V.
L'acte de dessiner ou de créer un symbole de H7 en Norvège occupée par les Allemands était passible d'emprisonnement. Une autre sanction possible était la terreur des groupes paramilitaires nazis, à qui la police a reçu l'ordre de ne pas répondre.

## Utilisation après-guerre
Le symbole a également été évoqué après la Seconde Guerre mondiale comme outil de commémoration, entre autres lors du premier événement d'après-guerre le saut à ski sur tremplin Holmenkollbakken, quand le symbole a été formé à grande échelle par des spectateurs. Il a également été utilisé sur des pièces de monnaie commémoratives d'après-guerre.

## Galerie

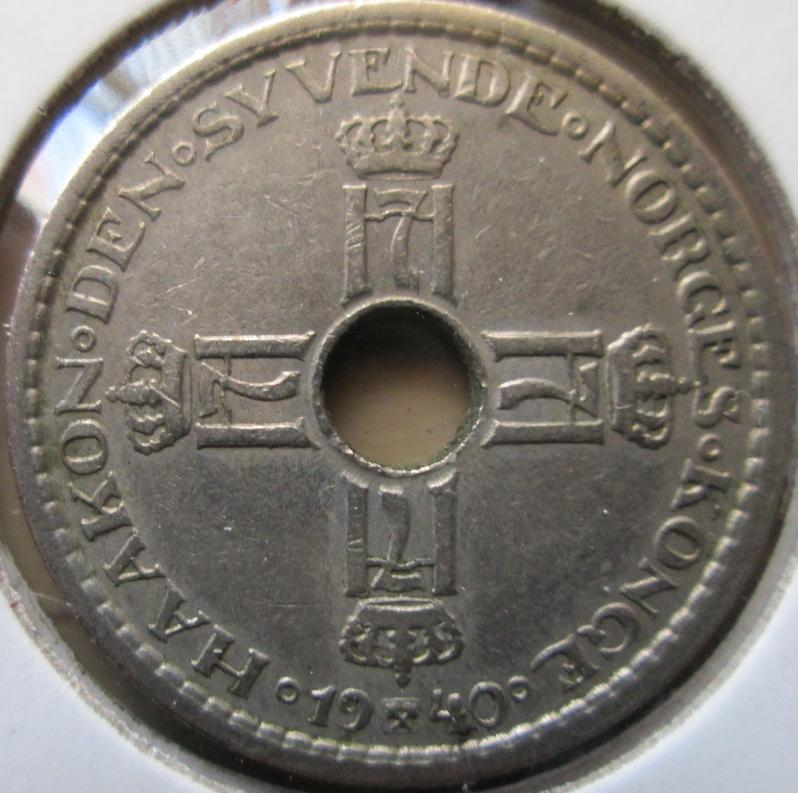
Une couronne norvégienne de 1940 arborant le monogramme H7.
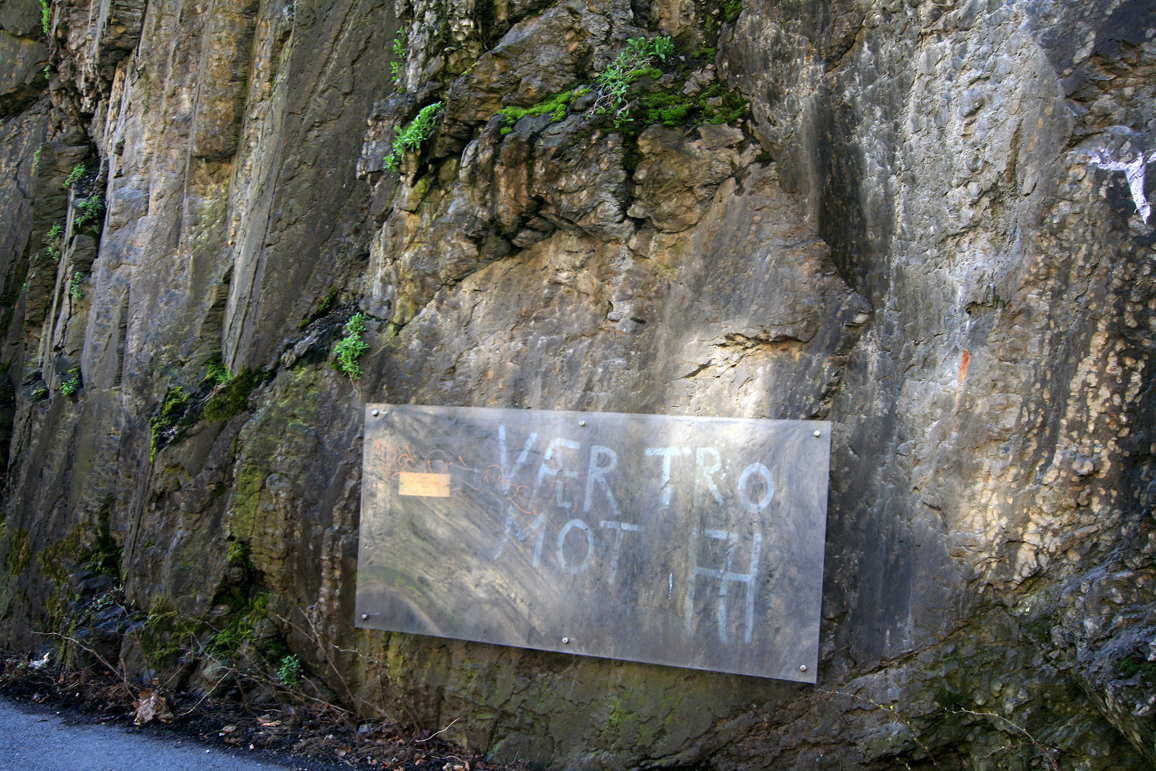
Un graffiti préservé à Uranienborg, Oslo.
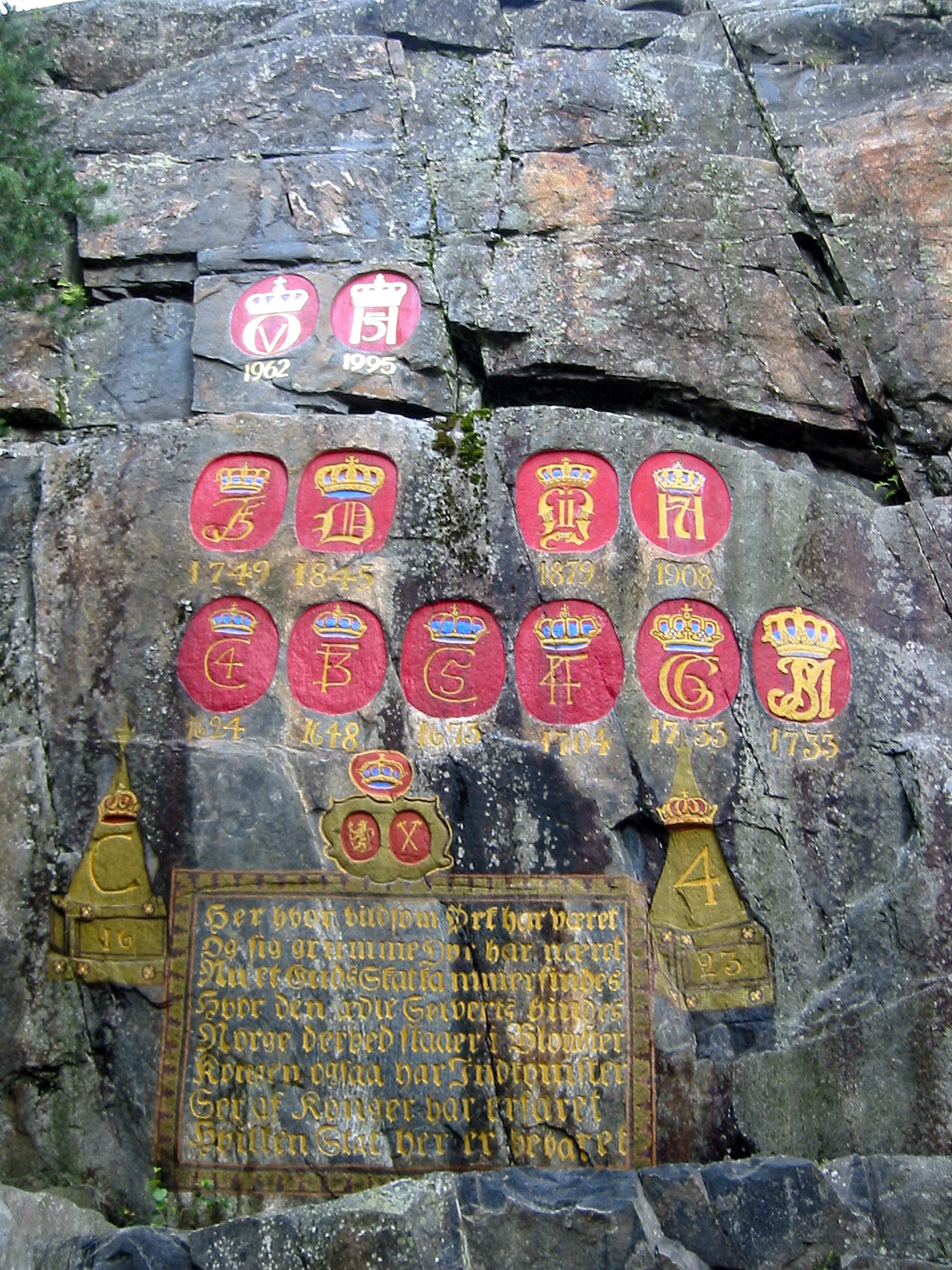
Monogrammes gravés dans la roche à l'occasion des visites royales à Kongsberg depuis 1623. H7 est sur la deuxième rangée, à droite.
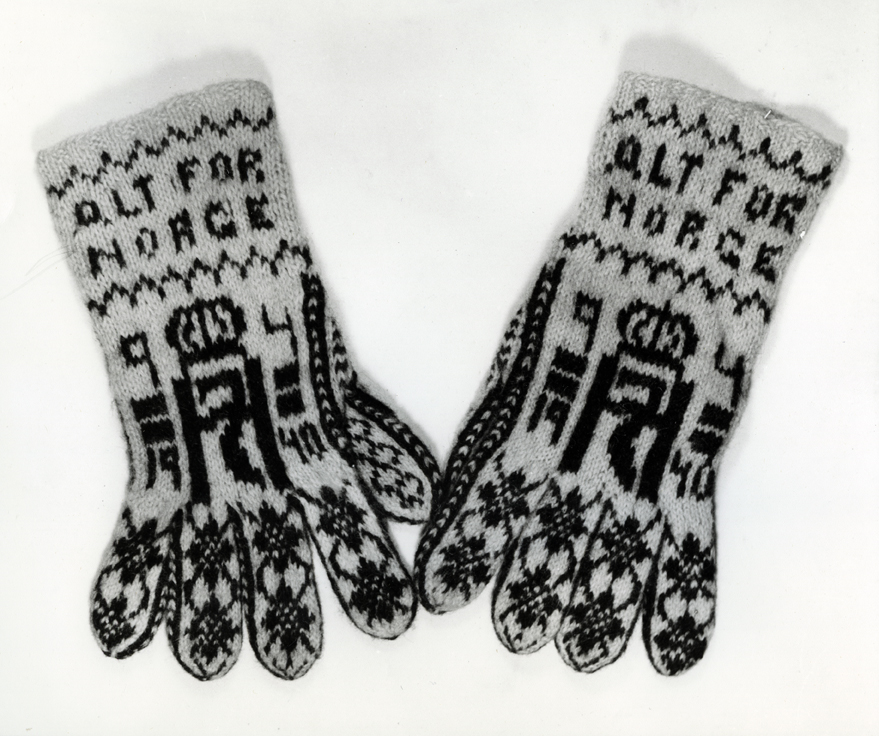
Mitaines comportant le monogramme H7